# Stegmann
Stegmann ist ein deutscher Familienname.

## Herkunft und Bedeutung
Stegmann ist ein Wohnstättenname für jemanden, der an einem Steg wohnt.

## Namensträger
- Alexandra Stegmann (* 1983), deutsche Fußballspielerin
- Ambrosius Stegmann (1663–1700), deutscher Mediziner
- Anna Margarete Stegmann (1871–1936), schweizerisch-deutsche Nervenärztin und Politikerin (SPD), MdR
- Anne Stegmann (* 1946), deutsche Schauspielerin
- Arnulf Erich Stegmann (1912–1984), deutscher Mundmaler
- Bernd Stegmann (Designer) (* 1947), deutscher Uhren-Designer
- Bernd Stegmann (Musiker) (* 1952), deutscher Kirchenmusiker und Komponist
- Carl Stegmann (Philologe) (1852–1929), deutscher Klassischer Philologe
- Carl Stegmann (Kaufmann) (1881–1967), deutscher Kaufmann und Reeder
- Carl Martin von Stegmann (1832–1895), deutscher Architekt
- Christel Stegmann (1919–2007), deutsche Politikerin (GVP, FDP), MdHB
- Christian Stegmann (* 1965), deutscher Astroteilchenphysiker
- Claudio Federico Stegmann Pérez Millán (1833–1887), argentinischer Politiker
- David Stegmann  (dust; * 1982), deutsch-schweizerischer Künstler und Designer
- Dieter Stegmann (1942–2019), deutscher Bühnenbildner, Regisseur und Intendant
- Dirk Stegmann (* 1941), deutscher Historiker
- Elmar Stegmann (Tischtennisspieler) (* 1935), deutscher Tischtennisspieler
- Elmar Stegmann (Politiker) (* 1971), deutscher Politiker (CSU)
- Erich Adolf Stegmann (1906–1994), evangelischer Theologe und Mitglied der Lutherischen Bekenntnisgemeinschaft
- Ernst Stegmann (1870–1955), deutscher Politiker
- Ernst-Günther Stegmann (1900–1991), deutscher Politiker (GB/BHE), MdL Hessen
- Florian Stegmann (* 1971), deutscher Jurist und Verwaltungsbeamter, Staatskanzleichef in Baden-Württemberg
- Franz Stegmann (Maler) (1831–1892), deutscher Architekturmaler der Düsseldorfer Schule
- Franz Josef Stegmann (* 1930), deutscher Theologe und Hochschullehrer
- Friedrich Stegmann (1813–1891), Mathematiker in Marburg
- Georg Stegmann (1880–1953), Pfarrer in Alt-Rohlau (Egerland) bis 1946. Nach der Vertreibung Pfarrer (Hauptamtl. Vikar) in Agawang
- Hans Stegmann (Kunsthistoriker) (Hans E. L. Stegmann; 1862–1914), deutscher Kunsthistoriker und Museumsleiter
- Hans Stegmann (Schriftsteller) (1879–1947), deutscher Jurist und Schriftsteller
- Hans Wolf Stegmann (* 1952), deutscher Künstler und Keramiker
- Heinrich Stegmann (1846–1901), deutscher Ingenieur, Direktor und Teilhaber der Signalbaufabrik M. Jüdel & Co.
- Hellmuth von Stegmann (1891–1929), deutscher Architekt
- Helmut Stegmann (Journalist) (1938–1997), deutscher Journalist
- Helmut Stegmann (Staatssekretär) (* 1950), deutscher Ministerialbeamter
- Joachim Stegmann (1595–1633), deutscher Mathematiker und unitarischer Theologe
- Johann Gottlieb Stegmann (1725–1795), deutscher Mathematiker, Experimentalphysiker und Hochschullehrer
- Josua Stegmann (1588–1632), deutscher Theologe und Kirchenliederdichter
- Jürgen Stegmann (* 1964), deutscher Schauspieler und Regisseur
- Karl Joseph Stegmann (1767–1837), deutscher Redakteur
- Karl Otto Stegmann (1901–1930), deutscher Motorradrennfahrer
- Matthias von Stegmann (* 1968), deutscher Schauspieler und Schriftsteller
- Niklas Stegmann (* 1987), deutscher Fußballspieler
- Oskar Stegmann (1874–1951), deutscher Architekt und Regierungsbaurat
- Otto Stegmann (1878–1935), deutscher Politiker (SPD, USPD)
- Richard Stegmann (1889–1982), deutscher Kornett- und Trompetenvirtuose
- Stella Stegmann (* 1997), deutsche Reality-TV-Teilnehmerin und Influencerin
- Thomas von Stegmann, deutscher Basketballspieler
- Tilbert Dídac Stegmann (* 1941), deutscher Literaturwissenschaftler
- Wilhelm Stegmann (Politiker) (1899–1944), deutscher SA-Führer, Politiker (NSDAP), Reichstagsabgeordneter
- Wilhelm Stegmann (Romanist) (1923–2003), deutscher Sprachwissenschaftler und Iberoamerikanist, 1974 bis 1986 Leiter des IAI